# Dicrotendipes sudanicus
Dicrotendipes sudanicus är en tvåvingeart som först beskrevs av Freeman 1957.  Dicrotendipes sudanicus ingår i släktet Dicrotendipes och familjen fjädermyggor. Inga underarter finns listade i Catalogue of Life.